# 이사벨 데 포르투갈
이사벨 데 포르투갈(포르투갈어: Isabel de Portugal, 1428년 8월 15일 ~ 1496년 8월 15일)는 카스티야와 레온의 왕 후안 2세의 두번째 왕비였다. "가톨릭 여왕"이자 "스페인 통일의 어머니"라 불렸던 카스티야 이사벨 1세(1451~1504)의 어머니이다. 아버지는 포르투갈 주앙 1세(1357~1433)의 7번째 자녀인 주앙 왕자(1410~1442)이고 어머니는 초대 브라간자 공작(아폰수)의 딸 바르셀로스의 이사벨이다.
19살이 되던해인 1447년에 카스티야의 왕비가 되었으나 남편이자 국왕인 후안 2세는 정치적으로 무능하였고 총신 루나 재상이 국정을 장악하고 권력을 남용하여 카스티야 왕국은 혼란속에 있었다. 전처의 아들인 엔리케 왕자와 정치동맹을 맺고 1453년 정변을 일으켜 간신 루나를 제거하는등 담대함과 뛰어난 정치적 수완을 발휘하였다.
그러나 엔리케 왕자가 즉위한후 궁궐에서 추방당한채 유배지에서 궁핍한 생활이 시작되었다. 배신의 충격이 산후 우울증을 악화시켜 정신질환을 앓게 만들었고 실성을 하는등 정상적인 생활이 불가능한 상태에 이르고 말았다. 훗날 자신의 딸, 이사벨이 여왕에 즉위했으나 딸을 알아보지 못하는등 죽을때까지 불행한 삶을 살았다.

## 결혼
이사벨은 1447년 7월 22일 19살이 되던해에 카스티야의 국왕 후안 2세(1405~1454)와 결혼식을 올렸다. 후안 2세는 42세였고 이사벨은 그의 두 번째 왕비였다. 후안 2세는 가급적 프랑스 공주와 재혼하려 했으나 그의 고문이자 친구인 알바로 데 루나(1390~1453)가 정치적으로 포르투갈 동맹이 더 낫다고 권유하여 훨씬 젊은 이사벨와 재혼이 추진되었다. 1451년 첫째 딸 이사벨 공주(훗날 이사벨 1세 여왕)을 낳았고 1453년에는 아폰소 왕자를 낳았다.

## 숙청 작업

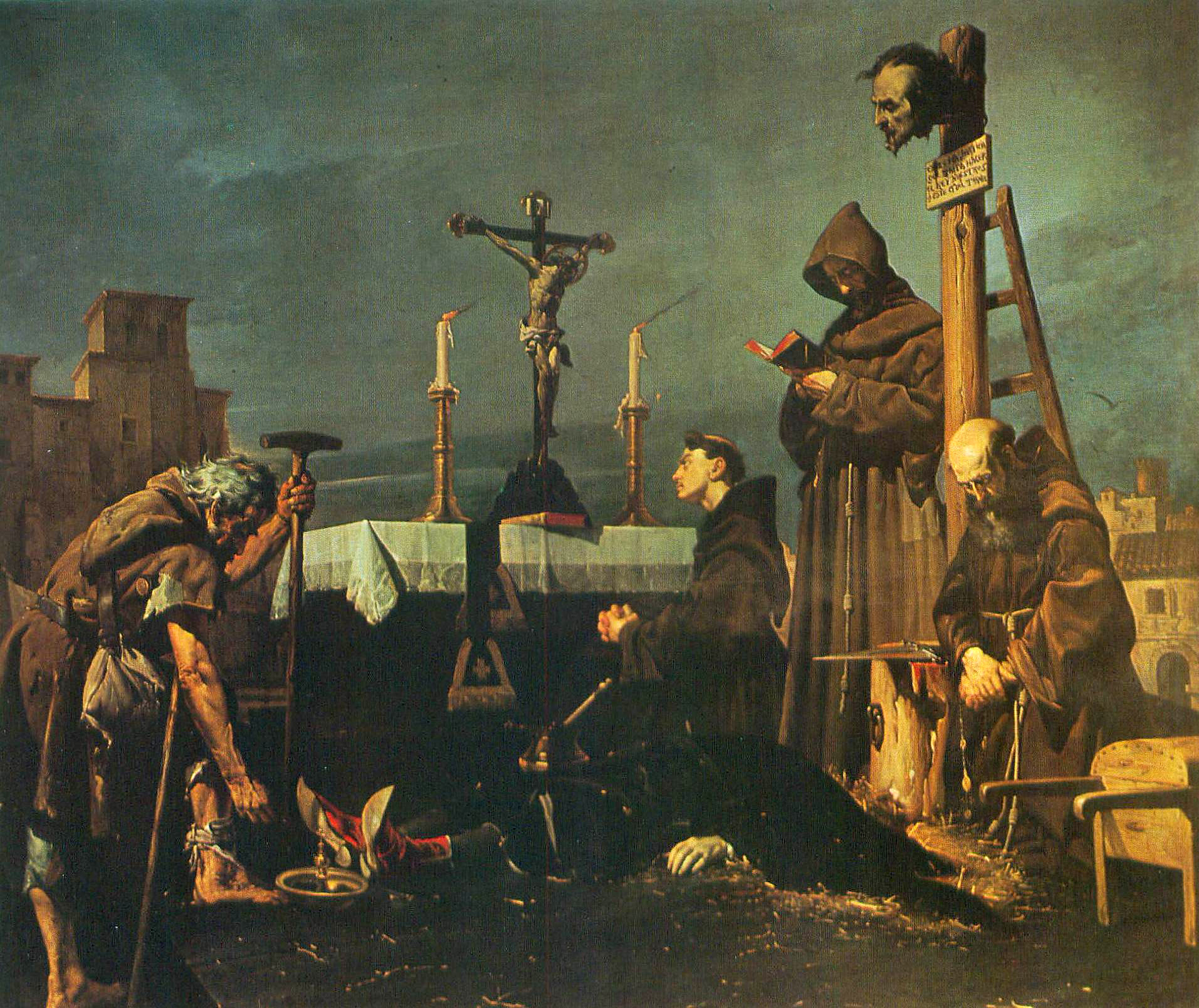
재상 루나의 최후 (1453년)

### 재상 루나
이사벨이 42살의 후안 2세와 결혼할 당시에 카스티야 왕국은 재상 루나(Luna)가 국왕의 총신으로서 가장 강력한 권력을 행사하고 있었다. 국왕 후안 2세는 정치에 관심이 없었을뿐만 아니라 지나칠정도로 루나를 신임하고 모든것을 맡겼으며, 그 자신은 정치적으로 무능하여 꼭두각시나 마찬가지였다. 재상 루나는 젊은 시절부터 후안 2세(재위 1406~1454)를 대신하여 국정을 좌우하며 실권을 행사해왔는데 점차 횡포를 부리며 갈수록 안하무인이 되어갔다.

### 갈등
후안 2세가 재혼하자 루나(1390~1453)는 왕비 이사벨도 통제하려 했다. 심지어 왕과 왕비의 결혼생활까지 관여하였다. 이사벨은 자신이 공주(왕녀)가 아니였음에도 불구하고 카스티야 왕국의 왕비이 될수 있었던것은 모두 루나의 덕분이기는 했으나 지나친 간섭에 매우 불쾌하였다. 또한 약한 왕권을 바로잡아 왕국을 정상적인 궤도에 올려놓고자 했다. 그래서 남편 후안 2세를 설득하여 루나의 영향력에서 벗어나려했고 종국에 그를 제거하려고 시도했다. 그녀의 노력은 쉽게 결실을 얻지 못했기에 오랜시간 동안 많은 인내심이 필요했다.

### 정변과 숙청
왕실 회계사 알폰소 페레스 데 비베로 창밖으로 떨어져 사망하는 사건이 발생하였는데 이는 루나가 사주한 일이였다. 이사벨은 이 사건을 명분 삼아 전처의 아들인 엔리케 왕자와 동맹을 맺고 1453년 정변을 일으켜서 왕을 설득한후 루나를 체포하였다. 루나는 후안 2세의 전 왕비 아라곤의 마리아(1403~1445)를 독살한 주범이라는 의심 역시 받고 있었다. 권력투쟁에서 패한 루나(1390~1453)는 1453년 6월 2일 참수 당했다. 후안 2세(1405~1454)는 어려셔부터 깊게 의지하고 총애하던 신하의 죽음을 슬퍼했고 건강이 크게 나빠지기 시작하더니 1454년 7월 20일에 사망하였다.

## 유배생활

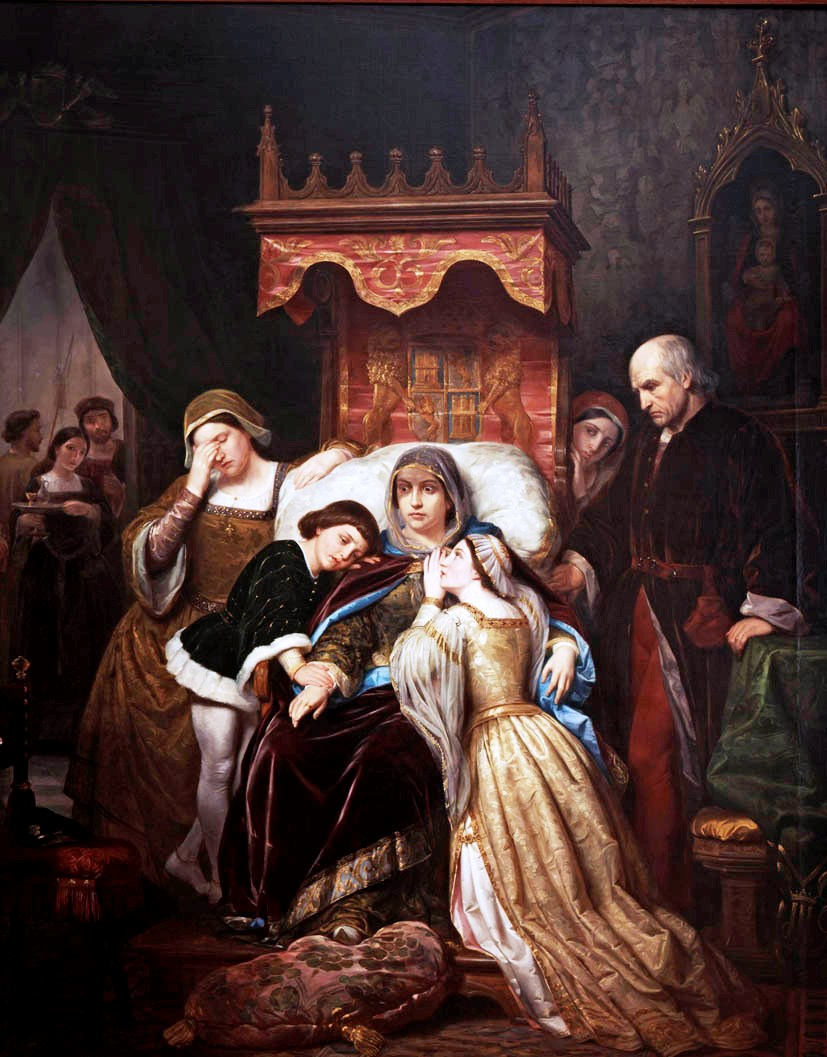
이사벨과 그녀의 두자녀

### 배신
전처의 아들인 엔리케 4세(1425~1474)가 즉위한 후, 이사벨은 그녀의 어린 두 자녀와 함께 궁궐에서 추방당해 시골인 아레발로(Arévalo)에 유배되었다. 엔리케 4세는 유능한 태후 이사벨이 언젠가는 자신을 제거하고 이복동생 알폰소 왕자에게 왕위를 물려줄 거라고 보고 취한 조치였다. 그곳에서 이사벨은 엄격한 감시속에 궁핍하게 생활하였다. 남편 후안 2세가 사망하여 26살의 젊은 나이에 미망인이 되었는데 자식 마저 배신하여 궁궐에서 추방당하자 충격을 받은 이사벨은 둘째 아폰수를 출산 후 시작된 우울증이 더욱 심해지며 정신질환을 앓게 되었다. 증상은 점차 심해지면서 실성을 하는등 결국 정상적인 생활이 불가능한 지경에 이르렀다.

### 내전
이사벨이 정신 질환으로 실성한 것이 분명해지자, 정치적인 불안감이 사라진 엔리케 4세는 살라망카 대학의 유명 교수를 아레발로(Arévalo)로 보내 이복동생 이사벨(훗날 이사벨 1세)을 공부시키는등 동생들을 보살피기 시작했다. 왕가의 공주란 정략결혼을 통하여 국제 외교무대에서 활용가치가 매우 큰 존재였기 때문이다. 엔리케 4세의 통치는 전임 후안 2세와 동일하게 무능함으로 일관했고 왕국은 혼란스러웠다. 후안 2세에 이어 그의 아들 엔리케 4세의 무능함에 질린 귀족들은 아폰수 왕자를 왕으로 옹립한후 1464년에 반란을 일으켰다. 그러나 1468년 아폰수 왕자가 갑자기 사망하며 내전이 종결되고 말았다. 1474년 엔리케 4세가 사망하자 딸 이사벨이 이사벨 1세가 되어 여왕으로 즉위하였다.

### 왕위계승전
이사벨 1세가 즉위후 왕권다툼이 벌어졌다. 이복오빠 엔리케 4세의 소생인 조카 후아나가 왕위계승권을 주장했기 때문이다. 엔리케 4세는 성불구자였기에 후아나는 그의 적출로 인정받지는 못하였지만, 포르투갈의 아폰수 5세(1432~1481)가 후아나와 정혼하며 1475년 카스티야를 침공하였다. 토로전투에서 포르투갈을 패배시키며 큰 승리를 거두기는 했으나 이후 지리한 전쟁이 계속 이어졌다. 1479년 포르투갈과 알카소바스 조약을 통해 이사벨 1세는 카스티야의 왕위를 지켜내는데 성공하였다. 여왕이 된후 이사벨 1세는 어머니를 찾아갔으나 병증이 심했던 이사벨은 자신의 딸을 알아보지 못했다. 이후 증세는 호전되지 못했고 죽는날까지 유폐당한채 살았다.

## 사망
1496년 사망 이후에 부르고스(Burgos)에 위치한 미라플로레스(Miraflores) 카르투지오회 수도원 지하왕실 묘역에 남편 후안 2세 옆에 알폰소 왕자와 함께 묻혔다. 그녀의 딸 이사벨 1세는 어머니 이사벨의 무덤을 화려하게 장식하였다. 2006년 헌터하우스 복원을 계기로 후한 2세, 이사벨, 알폰소 왕자에 대한 인류학 연구가 레온 대학교 연구진에 의해 실시되었다. 후안 2세의 유골은 거의 온전하게 있었지만 이사벨 왕비는 뼈 조각만 몇개 남아 있었다.